# Le Mesnil-en-Thelle
Le Mesnil-en-Thelle är en kommun i departementet Oise i regionen Hauts-de-France i norra Frankrike. Kommunen ligger i kantonen Neuilly-en-Thelle som tillhör arrondissementet Senlis. År 2022 hade Le Mesnil-en-Thelle 2 392 invånare.

## Befolkningsutveckling
Antalet invånare i kommunen Le Mesnil-en-Thelle
| Referens: INSEE |